# Frederico Nascimento
Frederico do Nascimento (* 18. Dezember 1852 in Setúbal; † 12. Juni 1924 in Rio de Janeiro) war ein portugiesisch-brasilianischer Cellist und Musikpädagoge.
Nascimento hatte den ersten Musikunterricht bei seinem Vater António do Nascimento, der Organist an der Igreja Matriz in São Julião war. Sein erster Cellolehrer war José Augusto Sérgio da Silva. Am Konservatorium von Lissabon studierte er bei Guilherme Cossoul. Zwischen 1874 und 1880 war er einer der populärsten Cellisten in Lissabon. 1877 unternahm er eine Reise nach Südamerika und trat am Konservatorium von Rio de Janeiro und in mehreren Städten im Süden Brasiliens auf.
1880 heiratete er die brasilianische Pianistin Julieta Nascimento. Er nahm die brasilianische Staatsbürgerschaft an und ließ sich in Rio de Janeiro nieder. In den Folgejahren trat er als Solist und Kammermusiker – u. a. mit dem Geiger Leocádio Raiol – in vielen brasilianischen Städten auf. 1890 berief ihn der Direktor Leopoldo Miguez ans Instituto Nacional de Música. Hier übernahm er 1892 auch den Lehrstuhl für Chorgesang und unterrichtete bis 1894 interimistisch Harmonielehre und Komposition. Unter anderem studierten Glauco Velasquez, Heitor Villa-Lobos, Barrozo Neto, Otávio Bevilacqua und Lorenzo Fernandes bei ihm. Er setzte seine Lehrtätigkeit bis 1920 fort, trat aber auch weiterhin als Cellist u. a. im Clube Beethoven, der Sociedade de Quartetos und der Sociedade de Cultura Musical auf. Kaum bekannt ist sein kompositorisches Werk.